# Vitögd visslare
Vitögd visslare (Pseudorectes ferrugineus) är en fågel i familjen visslare inom ordningen tättingar.

## Utseende och läte
Vitögd visslare är en rätt stor tätting med rostbrun fjäderdräkt, ljusare under och mörkare ovan. Ögat är som namnet avslöjar vitt. Viss geografisk variation förekommer, där fåglar i nordväst är mer roströda med gul näbb, andra brunare med svart näbb. Arten är lik flera andra rostbruna fåglar som rostklockfågel, papuabågnäbb och vissa honfärgade gråfåglar, men urskiljs alltid på det vita ögat. Den visslande sången är varierad och kraftfull, ofta med inslag av "woo-pat!".

## Utbredning och systematik
Vitögd visslare delas in i sex underarter med följande utbredning:
- Pseudorectes ferrugineus leucorhynchus – ön Waigeo utanför Nya Guinea
- Pseudorectes ferrugineus fuscus – ön Batanta utanför Nya Guinea
- Pseudorectes ferrugineus brevipennis – Aruöarna utanför Nya Guinea
- Pseudorectes ferrugineus ferrugineus – nordvästra Nya Guinea samt öarna Misool och Salawati
- Pseudorectes ferrugineus holerythrus – norra Nya Guinea samt ön Yapen
- Pseudorectes ferrugineus clarus – sydöstra Nya Guinea

Vissa inkluderar fuscus i leucorhynchus.

## Status
Arten har ett stort utbredningsområde och beståndet anses vara stabilt. Internationella naturvårdsunionen IUCN listar den därför som livskraftig (LC).